# Бони, Танелла
Танелла Бони (фр. Suzanne Tanella Boni; род. 1 января 1954, Абиджан) – ивуарийская писательница. Пишет на французском языке.

## Биография
Окончила лицей в Абиджане, затем училась в Тулузе и Париже (Университет Париж IV Сорбонна). Защитила докторскую диссертацию в Сорбонне (1987). Профессор философии в университете Кокоди (Абиджан). Президент Ассоциации писателей Кот-д’Ивуара (1991-1997). Член Всемирной академии поэзии (Верона, 2001). Организатор Международного фестиваля поэзии в Абиджане (1998-2002).

## Творчество
Поэт, прозаик, литературный критик, автор книг для детей. 

## Произведения

### Стихи
- 1984 : Лабиринт/  Labyrinthe, éditions Akpagnon
- 1993 : Песчинки/ Grains de sable, Éditions Le bruit des autres
- 1997 : Счастливых слов не бывает/ Il n'y a pas de parole heureuse, Éditions Le bruit des autres
- 2002 : Chaque jour l'espérance, édition L'Harmattan
- 2004 : Ma peau est fenêtre d'avenir, édition La Rochelle
- 2004 :  Gorée île baobab, Trois-Rivières (Québec)
- 2010:  Jusqu'au souvenir de ton visage, Alfabarre
- 2011:  L'avenir a rendez-vous avec l'aube, Vents d'ailleurs

### Романы
- 1990 : Жизнь краба/ Une vie de crabe, éditions Africaines du Sénégal
- 1995 : Les baigneurs du Lac rose, éditions Africaines du Sénégal
- 2005 : Matins de couvre-feu,  Serpent à plumes   (премия Ахмаду Курумы, LiBeratur-Förderpreis, ФРГ)
- 2006 : Черные никогда не войдут в рай/  Les nègres n'iront jamais au paradis, éditions du Rocher   (исп. пер. 2010)

### Эссе
- 2008 : Да здравствуют женщины Африки/ Que vivent les femmes d'Afrique, Éditions Panama
- 2010 : La diversité du monde: réflexions sur l'écriture et les questions de notre temps, Harmattan